# NGC 6566
NGC 6566 este o galaxie situată în constelația Dragonul. A fost descoperită în 27 octombrie 1861 de către Heinrich Louis d'Arrest.